# Josep Navarro Santaeulàlia
Josep Navarro i Santaeulàlia, J. N. Santaeulàlia, (Banyoles, Pla de l'Estany, 1955) és un escriptor, poeta, assagista, novel·lista i traductor català. La seva primera publicació va ser un llibre de poemes, Memòria de la carn. Després d'exercir de professor de català a Banyoles durant bona part de la seva carrera docent, va treballar durant set cursos com a tutor d'Aula d'Acollida en un institut del Raval de Barcelona. El curs 2008-2009 fou lector de Català a la Universitat de Massachusetts (UMASS).

## Llibres
- Memòria de la carn, poesia. Columna, Barcelona, 1987.
- Qüestió de mots: del simbolisme a la poesia pura, assaig. La Magrana, Barcelona, 1989 (Premi Crítica Serra d'Or d'assaig, 1990).
- Objectes perduts, narracions. La Magrana, Barcelona, 1990.
- La llum dins l'aigua, poesia. Columna, Barcelona, 1996 (Flor Natural als Jocs Florals de 1996).
- Una ombra a l'herba, poesia. Moll, Mallorca, 1998.
- Fusions, assaig. La Magrana, Barcelona, 1997.
- Terra negra, novel·la. Proa, Barcelona, 1996.
- Bulbs, novel·la. La Magrana, Barcelona, 1999 (Premi Crítica Serra d'Or de novel·la, 2000).
- L'absent, novel·la. La Magrana, Barcelona, 1999.
- Pagodes i gratacels, assaig. Columna, Barcelona, 2001.
- Ulls d'aigua, novel·la. Columna, Barcelona, 2002 (Premi Columna).
- Punt mort, novel·la. Columna, Barcelona, 2005.
- Yume, novel·la. La Magrana, Barcelona, 2007. Yume vol dir somni en japonès i és el motiu que travessa el llibre, en la persona que ha estat desgraciada per voler complir-los i el que ho ha estat per tocar de peus a terra. És la història de dos amics de caràcters contraposats, situada a Barcelona i Tòquio, que es desenvolupa al voltant de l'amor a una dona.[1]
- Amb home o sense, novel·la escrita amb l'escriptora Astrid Magrans. Columna, Barcelona, 2010.
- La sorra vermella, novel·la. Proa, Barcelona, 2017.
- Banderes dels altres. Proa. Barcelona, 2019.

## Traduccions
- Vint-i-cinc poemes, Stéphane Mallarmé (del francès al català), Edicions dels Quaderns Crema, Barcelona, 1986.
- Marea baixa. Haikus de primavera i d'estiu (del japonés al català). La Magrana, Barcelona, 1997.